# Den irske uafhængighedskrig
 Der er for få eller ingen kildehenvisninger i denne artikel, hvilket er et problem. Du kan hjælpe ved at angive troværdige kilder til de påstande, som fremføres i artiklen.

Den irske uafhængighedskrig eller den anglo-irske krig blev udkæmpet mellem Storbritannien og irske guerillagrupper under IRA's kontrol fra januar 1919 og til juli 1921. IRA regnede sig selv som Irlands retmæssige hær og var underlagt parlamentet Det første Dáil, der var blevet oprettet i 1918. Krigen endte, da briterne tilbød våbenhvile for at forhandle en aftale. Aftalen blev senere kendt som den anglo-irske traktat.

## Baggrunden
Irske republikanere har sat begyndelsen for uafhængighedskrigen til Påskeoprøret i 1916, da den irske republik blev proklameret. Oprøret begyndte den 24. april 1916, men mislykkedes og blev nedkæmpet af briterne den 30. april. De irske ledere blev arresteret, og de fleste henrettet.
Ideologisk er oprettelsen af den irske republik i 1919 tidsfæstet til 1916, men der var ingen krigshandlinger, før Det Første Dáil erklærede krig mod den britiske administration i Dublin januar 1919.

## Krigsudbruddet
Den første krigshandling fandt sted den 21. januar 1919, da IRA-medlemmer under ledelse af Dan Breen dræbte to konstabler fra Royal Irish Constabulary (RIC), som beskyttede en transport med sprængstof ved Soloheadbeg i Tipperary. Breen handlede på eget initiativ, men det var dog klart, at det var en krigshandling og ikke et tyveri af sprængstof. Samme dag var Dáil Éireann samlet i Mansion House i Dublin og vedtog en uafhængighedserklæring og et krav om, at britisk militær skulle tilbage til England. Tre dage efter angrebet blev der erklæret undtagelsestilstand i det sydlige Tipperary.

## Krigen spreder sig
IRA-medlemmer begyndte at angribe offentlige bygninger, stjal våben, røvede penge og dræbte fremtrædende medlemmer af den britiske administration. Den første embedsmand, der blev dræbt, var dommer John Milling i Westpost i grevskabet Mayo. Begrundelsen var, at han han havde fængslet frivillige, som havde forsamlet sig.
De irske oprørere kopierede den taktik, som boerne havde brugt under boerkrigen: Aktørerne var raske, målrettede mænd uden uniformer. Nogle republikanske ledere som Eamon de Valera ønskede konventionel krigsførelse, da den kunne legitimere republikanerne. Men Michael Collins og andre IRA-ledere med praktisk erfaring var modstandere af denne taktik, fordi de havde set, hvad det førte til i 1916, da hele ledelsen for oprøret var blevet arresteret og mange henrettet.
Volden var i begyndelsen meget upopulær i den irske befolkning. Briternes brutale svar med ødelæggelse af privat ejendom, tilfældige arrestationer og drab fik dog holdningen til gradvist at ændre sig hos irerne.
I begyndelsen af 1920 nægtede havnearbejdere i Dublin at losse krigsmateriel og blev snart fulgt af transportarbejderne i hele fagforeningen Irish Transport and General Workers Union. Flere hundrede blev fyret, men flere sluttede sig dog til strejken, så briterne måtte hente togførere i England for at kunne transportere tropper med jernbanerne.
I marts 1920 dræbte IRA for første gang en person anklaget for spionage. Tidligt i april 1920 blev 400 forladte Royal Irish Constabulary politikaserner brændt ned. Også næsten 100 skattekontorer gik op i røg. Nogle dage efter begyndte fanger i Mountjoy-fængslet en sultestrejke for at få status som politiske fanger. Det førte til store støttedemonstrationer i Dublin fulgt af generalstrejke. Det blev bestemt, at på grund af sultestrejken skulle alle fanger, der ikke var dømt, løslades. Men som følge af en misforståelse blev alle fanger sluppet fri. Under fejringen af løsladelserne skød soldater fra Highland Light Infantry ind i en ubevæbnet menneskemængde i Miltown Malbay. Tre blev dræbt og ni såret. Ni soldater og politibetjente blev kendt skyldige i mord, men ingen myndigheder fulgte op på det.
Arther Griffith anslår, at i købet af krigens første 18 måneder gennemførte britiske styrker 720 ransagninger af private hjem, anholdt 4.982 mistænkte, gennemførte 1.604 væbnede angreb, forårsagede betydelige ødelæggelser i 102 byer og slog 77 ubevæbnede republikanere eller civile ihjel. Et af Griffiths vigtigste bidrag til krigen var at oprette Dáil Courts, irske domstole, der fungerede parallelt med de britiske, og erstattede dem med domstole, hvor IRA overtog kontrol og autoritet.
IRA's hovedangrebsmål gennem hele krigen var Royal Irish Cornstabulary (RIC), hvis medlemmer mest var irske katolikker. IRA anså dem for øjne og ører i Irland for briterne. IRA stjal tit våben fra RIC, og efter april 1919, hvor Dáil opfordrede til at udstøde RIC-medlemmer fra samfundet, begyndte RIC medlemmer at give informationer til IRA. I løbet af krigen blev 363 RIC-medlemmer dræbt og 510 såret.

## Michael Collins og IRA
Michael Collins var en vigtig drivkraft for uafhængighedsbevægelsen. Han var finansminister i Den Irske Republik og leder for IRAs efterretningsvæsen og aktiv i at skaffe penge og våben til IRA. Collins etablerede et effektivt spionnetværk inden for Dublin Metropolitan Police og forskellige dele af den britiske administration. Særligt var spioner inden for Dublinspolitiets G-Division vigtig. Denne specialenhed var dybt hadet af IRA, da medlemmerne ofte udpegede republikanere, som var ukendte for britiske soldater eller Black and Tans. Collins oprettede The Squad, en gruppe hvis hovedformål var af finde frem til G-mændene og andre agenter for briterne og eliminere dem. Fra 1919 begyndte Collins også at tage livet af efterretningsofficerer i RIC. En del fik først en advarsel, så de kunne forlade Irland og redde livet, hvilket nogle valgte at følge.
IRA's øverstkommanderende Richard Mulcahy havde ansvaret for at organisere og koordinere IRA-grupperne rundt om i landet. I teorien måtte både Mulcahy og Collins stå til ansvar for forsvarsministeren Cathal Brugha. I praksis havde Brugha kun en kontrolfunktion. Meget af ansvaret lå også hos de lokale ledere som Liam Lynch, Tom Barry, Sean Moylan, Sean MacEoin og Ernie O'Malley, deri stor grad organiserede guerillaaktiviteter på eget initiativ. Gennem hele konflikten havde IRA sin største koncentration i Munster og Dublin.
På papiret talte IRA over 100.000 mand fra Irish Volunteers, mens Collins vurderede, at kun omkring 15.000 faktisk var i tjeneste i løbet af krigen med omkring 3.000 i fast tjeneste. Kvindeorganisationerne Cumann na mBan og ungdomsbevægelsen Fianna Éireann bidrog med transport af våben, efterretninger og indkvartering af IRA-soldater.
IRA fik under krigen stor hjælp fra civile, som for det meste nægtede at give oplysninger til RIC og britiske soldater og skjulte IRA-medlemmer på flugt. I september 1919 førte det til, at briterne begyndte at udsætte civilbefolkningen for repressalier. I Fermony i Cork blev vigtige butikker i byen brændt af, efter at en britisk soldat var blevet dræbt. Det samme skete i Limerick, Balbriggan og andre steder. Resultatet var blot, at opbakningen og støtten til IRA voksede, både i den irske befolkning og internationalt.
Efter et IRA-raid i april 1919 holdt det meste af skattevæsnet op med at fungere i Irland. Folk blev opfordret til at give pengene til Collins nationalfond, så regeringen kunne få penge. Alan Bell fra Balagher fik af briterne til opgave at spore pengene, og inden den 26. marts 1926 havde han fundet og konfiskeret over 71.000 pund fra Sinn Féins hovedkvarter. Han var i gang med at beslaglægge endnu flere, som han havde fundet i forskellige banker. Men en gruppe militante skød ham samme dag tre gange i hovedet. Inden årets udgang havde nationalfonden fået 357.000 pund ind. Mange af dem var skattepenge. Der blev fortsat betalt skat til de lokale myndigheder, men da Sinn Féin kontrollerede dem, kom pengene ikke videre til briterne.
Da Eamon de Valera kom tilbage fra USA, hvor han havde søgt at få anerkendt republikken, krævede han i Dáil, at IRA stoppede med baghold og mord, så briterne ikke kunne fordømme dem som terrorister. I stedet skulle der bruges konventionel krigsførelse. Men det blev afvist som urealistisk umiddelbart efter.

## Briternes svar
Da Royal Irish Constabulary begyndte at miste grebet om krigen, oprettede briterne politistyrken Black and Tans, som fik omkring 7.000 medlemmer primært fra engelske og skotske veteraner fra første verdenskrig. Officielt var de en reserve for RIC, men i realiteten arbejdede de som en paramilitær styrke.
At de blev kaldt "Black and Tans" skyldtes farverne på deres uniformer, der var et miks af den britiske hærs khaki-uniform og RIC's grønne uniform.
Denne politistyrke fik hurtigt et rygte for druk og disciplinære problemer. I marts 1920 fik de skadet den britiske regerings moralske ry mere end noget andet. Black and Tans' repressalier mod irske byer nåede nye højder med ødelæggelse og plyndring af irske byer. I juli 1920 blev også Auxiliary Division med 2.214 officerer fra den britiske hær sat ind i krigen. De fik et lige så dårligt rygte i den irske befolkning, men havde mere disciplin og var mere effektive og villige til at møde IRA i kamp.
I august 1920 vedtog det britiske parlament Restoration of order in Ireland Act. Historikere har tolket det, som at de britiske politikere valgte at slå oprøret ned frem for at forhandle.

## Krigen fra november 1920 til juli 1921
Den 21. november 1920 dræbte Collins' efterretningstjeneste Squad 14 britiske efterretningsagenter, kendt som Cairo Cang, forskellige steder i Dublin. Som svar kørte Black and Tans i lastbiler ind på Croke Park midt under en fodboldkamp og begyndte at skyde ind i tilskuerne. Her blev 14 mennesker dræbt og 68 såret. Senere på dagen blev to republikanske fanger og en ven, som tilfældigvis var blevet taget sammen med dem, skudt 'under flugtforsøg'. Det var klart for alle, at det handlede om en illegal henrettelse.
Uden for Dublin var det grevskabet Cork, som var stedet for de hårdeste kampe. Mange af de taktikker, der senere blev standard for de britiske styrker, blev først prøvet i Cork: Ødelæggelse af privat ejendom og drab på ledende republikanere. I marts 1920 blev Corks borgmester Tomás Mac Curtain skudt ned og dræbt for øjnene af sin kone i deres hjem. Morderne havde sværtede ansigter og blev set løbe til politikasernerne. Borgmesterens efterfølger Terence MacSwiney blev arresteret og døde under en sultestrejke sammen med to IRA-fanger. Juryen ved Mac Curtain rejste mordtiltale mod David Llyod George, distrikts-politiinspektør Swanzy og andre. Swanzy blev senere dræbt i Lisburn. Den 11. december blev Corks centrum brændt ned af britiske soldater, og brandvæsnet blev nægtet adgang; dette var en gengældelsesaktion for et bagholdsangreb.
Cork fik også de første flying columns, mobile IRA-enheder på omkring hundrede mand, som udførte angreb og hurtigt trak sig tilbage i landet, som de kendte langt bedre end de britiske soldater. Flere af de britiske regimenter blev kendt for at dræbe fanger, blandt andet Essex Regimentet. En uge efter Bloody Sunday, den 28. november 1920, angreb en IRA-enhed under Tom Barry en auxiliarie-patrulje i Kilmichael i Cork. Her blev 17 af 18 britiske soldater slået ihjel. Den 10. december blev grevskaberne Cork, Kerry, Limerick og Tipperary sat i undtagelsestilstand. Kort tid efter udførte briterne i januar 1921 den første officielle hævnaktion med nedbrænding af syv huse i Cork. I marts svarede Dáil med at erklære Storbritannien krig.
Frem til våbenhvilen i juli 1921 eskalerede volden. Mere end 1.000 mennesker, svarende til 70 % af hele krigens ofre, blev dræbt mellem januar og juli 1921. Hele 4.000 IRA-medlemmer og sympatisører blev interneret.
Den 1. februar fandt den første henrettelse sted efter undtagelsesloven, da Cornelius Murphy blev skudt i Cork. Den 28. februar blev seks andre henrettet, også i Cork. I alt blev 14 IRA-medlemmer henrettet efter dom i løbet af krigen.
Den 19. marts 1921 fandt Crossbarry-bagholdet sted. Tom Barrys omkring 100 mand kæmpede imod 1.200 britiske soldater. IRA-soldaterne undgik at blive fanget i en engelsk knibtangsmanøvre og dræbte 10-13 britiske soldater. To dage senere angreb IRA et militærtog i Killarny og dræbte omkring 20 britiske soldater; to IRA-soldater og tre civile omkom. De fleste kampe var i mindre skala, men der var flere andre bagholdsangreb af samme størrelse. Det skete også, at bagholdsangreb mislykkedes som ved Upton og Clonmult i Cork i 1921, hvor henholdsvis fem og 12 mænd fra IRA faldt. Efter flere mislykkede bagholdsangreb blev der dræbt nogle, som man mente gav informationer til briterne. Det skete både ved ægte og udokumenterede påstande.
IRA's største tab skete i Dublin den 25. maj 1921, da flere hundrede mand fra Dublinbrigaden besatte Costom House, som rummede den britiske administration i hovedstaden. De satte ild på bygningen. Symbolsk skulle aktionen vise, at briterne ikke kunne kontrollere Irland, men militært blev aktionen en fiasko. Fem IRA-soldater blev dræbt, og næsten alle de øvrige blev taget til fange. Det stod klart, at IRA ikke kunne klare en konventionel krigsførelse. IRA i Dublin udførte i maj 107 angreb i byen.
I juli 1921 var situationen i IRA kritisk som følge af mangel på våben og ammunition. Men IRA udførte en stort set vellykket guerillakrig, som pressede den britiske regering. Da våbenhvilen kom, var mange republikanske ledere som Michael Collins sikre på, at hvis krigen havde varet længere, ville den være stoppet af sig selv på grund af mangel på våben. Der blev derfor lagt planer om at 'bringe krigen til England' ved at bombe økonomiske mål som havnen i Liverpool. Det blev udført nogle aktioner i England som nedbrænding af 19 lagerbygninger i Liverpool i november 1920. Våbenhvilen førte til, at der ikke kom nogen optrapning; senere skulle IRA bruges i andre strategier for at opnå andre mål.

## Krigen i nordøst juli 1920 til juli 1922
I Government of Ireland Act 1920 forsøgte den britiske regering at løse konflikten ved at oprette to selvstyrende områder, Nordirland og Sydirland, med hvert sit parlament. Dáil Éireann ignorerede det, men unionisterne i Ulster greb chancen til at oprette deres egen regering. Under uafhængighedskrigen forekom der også sammenstød der, men af en anden karakter. Mens det ellers var kampe mellem IRA og britiske soldater, var der i nordøst særligt i Belfast oftest tale om sekterisk vold mellem katolitikker og protestanter, som var henholdsvis nationalister og unionister.
Mens IRA var mindre aktive i nord end ellers, følte unionisterne, at de var belejret, og de slog tilbage mod det katolske samfund i Nordirland. Unionisternes ledere accepterede stort set dette, og politiet tog del i angrebet.
Voldspriralen begyndte for fuld skrue i sommeren 1920. Den 17. juli blev den britisk oberst Gerard Smyth dræbt af IRA i Cork, efter at han havde holdt en tale, der opfordrede RIC til at udsætte civilbefolkningen for repressalier. Smyth var fra Danbridge i Down, og drabet udløste hævnaktioner mod tilfældige katolikker i Banbridge og Dromore. Den 21. juli marcherede royalisterne til Harland & Wolff i Belfast, hvor de tvang over 7.000 katolikker og venstreorienterede protestanter til at forlade deres arbejdsplads. Der udbrød oprør i Belfast og Derry med omkring 40 dræbte, og mange blev hjemløse på begge sider. Michael Collins foreslog en boykot af varer fra Belfast, og Dáil vedtog en begrænset boykot 6. august samme år og en mere total boykot mod slutningen af året.
Den 22. august 1920 blev RIC-inspektøren Swanzy, som nævnt ovenfor, skudt ned og dræbt i Lisburn. Som hævn brændte royalister nogle katolske boligområder ned i Lisburn. Flere blev senere tiltalt for det, men det er ingen tegn på, at politiet eller soldaterne forsøgte at stoppe angrebet.
Efter en rolig periode begyndte drabene igen i 1921. IRA's nordlige enheder blev sat under pres fra lederne i Dublin. Deres øgede aktiviteter førte nye hævnaktioner med sig mod den katolske befolkning. I april 1921 dræbte IRA i Belfast to auxiliaries i byens centrum, og samme nat blev to katolikker dræbt på Falls Road. Den 10. juli udførte IRA et bagholdsangreb mod britiske styrker på Raglan Street i Belfast, og ugen efter blev 16 katolikker dræbt og 216 katolske hjem brændt ned som hævn.
Det var for det meste Ulster Volunteer Force (UVF) der stod for volden fra royalisternes side. De skal angiveligt have fået hjælp af politiet, hæren og reservepolitiet Ulster Special Constabulay, kendt som B-Specials. Denne afdeling var i stor grad rekrutteret blandt medlemmer af UVF og Orange Order, og historikeren Michael Hopkinson har beskrevet dem som "et officielt godkendt UVF".
Mens kampene i syd og vest stort set endte med våbenhvilen af 11. juli 1921, fortsatte voldshandlingerne på samme niveau til sommeren 1922. Fra begyndelsen af 1922 var der også sammenstød mellem IRA og britiske styrker langs grænsen. Collins startede en hemmelig IRA-offensiv mod Nordirland i april 1922, og den varede til juni. Da var IRA blevet splittet på grund af den anglo-irske traktat, men en periode kæmpede begge fraktioner sammen i nord. Der blev udført flere mord på politikere og andre, og det største enkeltsammenstød kom tidligt i juni, da britiske styrker måtte bruge artilleriet for at tvinge en IRA-gruppe ud af landsbyen Pettigo. Syv IRA-mænd faldt, seks blev såret, og fire blev taget til fange. Det var den sidste større konfrontation mellem IRA og briterne i denne periode, men der blev udført flere angreb mod både den katolske og den protestantiske befolkning også længere hen i juni.
Collins mente, at den britiske general Henry Hughes Wilson var ansvarlig for angrebet på katolikker i nord og fik ham myrdet i Belgravia i London. Dette mord bidrog til at udløse den Den irske borgerkrig. Efter Collins død i august 1922 førte Fristaten en langt mindre aggressiv politik over for Nordirland.
Totalt døde 557 som følge af politisk og sekterisk vold i Nordirland mellem juli 1920 og juli 1922. Af dem var 303 katolikker (både civile og IRA-medlemmer), 172 protestanter (civile og UVF-medlemmer), men 82 var fra RIC eller British Army. Af de 557 blev de 452 dræbt i Belfast. Fra katolsk/nationalistisk side er volden i perioder blevet kaldt en pogrom mod den katolske befolkning, eftersom 58 % af ofrene tilhørte denne gruppe, som udgjorde 35 % af befolkningen.

## Tabstal
Foruden de 557, som blev dræbt i Nordirland, blev over 1.400 dræbt i resten af Irland. Af dem var 363 politimænd, 261 britiske soldater, omkring 550 fra IRA (heri inkluderet 14 officielle henrettelser), mens omkring 700 var civile ofre.

## Populærkultur
- 1959 – Shake Hands with the Devil.
- 1991 – The Treaty.
- 1996 – Michael Collins.
- 2001 – Rebel Heart.
- 2006 – The Wind That Shakes the Barley.